# Satakhani
Satakhani (nep. साटाखानी) – gaun wikas samiti w zachodniej części Nepalu w strefie Bheri w dystrykcie Surkhet. Według nepalskiego spisu powszechnego z 2001 roku liczył on 1512 gospodarstw domowych i 8434 mieszkańców (4263 kobiet i 4171 mężczyzn).